# Zetge-Fahrzeug-Werke

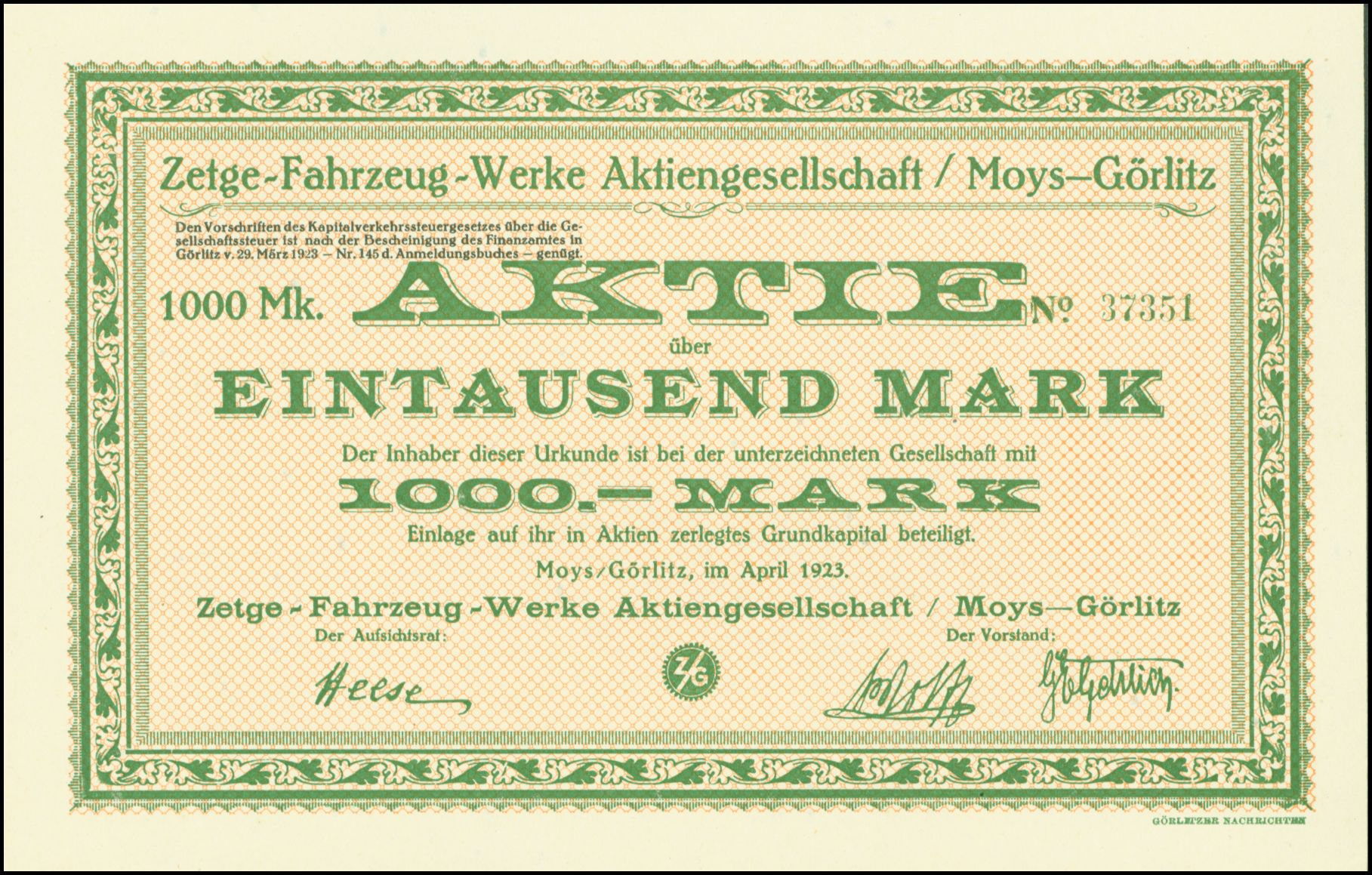
Aktie über 1000 Mark der Zetge-Fahrzeug-Werke AG vom April 1923

Zetge-Fahrzeug-Werke war ein deutsches Unternehmen zur Herstellung von Kraftfahrzeugen. Es verwendete die Wortmarken Zetge für Motorräder und Zetgelette für Automobile.

## Geschichte
Die aus dem Unternehmen Zimmer & Gehlich hervorgegangene Zetge-Fahrzeugwerke GmbH mit Sitz in Moys bei Görlitz wurde zum 24. Februar 1923 in eine Aktiengesellschaft mit der Firma Zetge-Fahrzeug-Werke AG umgewandelt. Das inflationsbedingt hohe Aktienkapital von 78,5 Millionen Mark wurde bereits nach drei Monaten auf 103,5 Millionen Mark erhöht. Nach nur anderthalb Jahren wurde am 27. August 1924 das Konkursverfahren eröffnet.
Verwechslungsgefahr besteht mit dem Unternehmen Zegemo in Dresden, das als Zweigniederlassung der Zetge-Fahrzeugwerke GmbH entstand, sich aber schon Ende 1922 von der Muttergesellschaft löste. Ab 1923 produzierte es ebenfalls Motorräder, infolge des Zetge-Konkurses wechselte der Zetge-Direktor Friedrich Wilhelm Gladen zu Zegemo.

## Produkte
Von 1922 bis 1925 wurden Motorräder produziert. Die von 1922 bis 1924 als einziges Automobil-Modell hergestellte Zetgelette war ein Kleinwagen (offener Einsitzer mit Verdeck), konstruiert als Dreirad mit vorderem Einzelrad. Oberhalb des Vorderrads war der Motor montiert. Er trieb über ein Zweiganggetriebe und eine Kette das Vorderrad an. Der Einzylinder-Zweitaktmotor wurde von DKW bezogen. Er war luftgekühlt und leistete 2,5 PS aus 123 cm³ Hubraum.